# Карл Борнеман
Карл Борнеман (нім. Karl Bornemann; 15 вересня 1885, Цнайм — 20 лютого 1979, Відень) — австрійський і німецький офіцер, генерал-лейтенант вермахту. Кавалер Німецького хреста в золоті.

## Біографія
1 жовтня 1906 року поступив на службу однорічним добровольцем в австро-угорську армію, з 30 вересня 1907 року — в резерві. 1 листопада 1910 року повернувся на дійсну службу. Учасник Першої світової війни, за бойові заслуги відзначений численними нагородами. Після війни продовжив службу в австрійській армії, після аншлюсу автоматично перейшов у вермахт.
З 1 серпня 1939 року служив у командуванні 18-го військового округу, з 1 вересня — командир 148-ї охоронної дивізії. З 10 січня 1940 року — командир 442-ї охоронної дивізії, яка займалась контролем біженців і військовополонених у Франції. 1 січня 1944 року відправлений у резерв ОКГ. З 5 січня 1944 року — командир 410-ї охоронної дивізії. 1 квітня знову відправлений у резерв, з 15 квітня служив у військовій комендатурі Вюрцбурга, з 16 червня — військовий комендант Вюрцбурга. 15 березня 1944 року востаннє відправлений у резерв, 8 травня — у відставку.

## Нагороди
- Ювілейний хрест (2 грудня 1908)

### Перша світова війна
- Медаль «За військові заслуги» (Австро-Угорщина) на стрічці хреста «За військові заслуги»
  - Бронзова з мечами (14 лютого 1915)
  - Срібна (28 квітня 1915)
  - Срібна з мечами (12 лютого 1917)
- Хрест «За військові заслуги» (Австро-Угорщина) 3-го класу з військовою відзнакою і мечами (21 березня 1916)
- Орден Залізної Корони 3-го класу з військовою відзнакою і мечами (16 січня 1918)
- Залізний хрест 2-го класу (Німецька імперія)

### Міжвоєнний період
- Орден Залізної Корони 3-го класу з військовою відзнакою (1921)
- Пам'ятна військова медаль (Австрія)
- Хрест «За вислугу років» (Австрія) 2-го класу для офіцерів (8 жовтня 1934)
- Орден Заслуг (Австрія), лицарський хрест 1-го класу (26 березня 1935)
- Почесний хрест ветерана війни з мечами
- Медаль «За вислугу років у Вермахті» 4-го, 3-го, 2-го і 1-го класу (25 років)

### Друга світова війна
- Хрест Воєнних заслуг
  - 2-го класу з мечами (6 січня 1940)
  - 1-го класу з мечами (25 жовтня 1940)
- Застібка до Залізного хреста 2-го класу (травень 1942)
- Залізний хрест 1-го класу (10 червня 1942)
- Медаль «За зимову кампанію на Сході 1941/42» (8 серпня 1942)
- Нагрудний знак «За участь у загальних штурмових атаках» (8 січня 1943)
- Німецький хрест в золоті (23 листопада 1943)